# Тарасов, Епифан Дмитриевич
Епифан Дмитриевич Тарасов (1 мая 1909, Москва — 5 сентября 2008, Санкт-Петербург) — советский борец, призёр чемпионатов СССР по самбо, греко-римской борьбе, вольной борьбе. Участник Великой Отечественной войны, старший сержант. Мастер спорта по вольной борьбе, самбо, греко-римской борьбе. Заслуженный мастер спорта СССР (1945). Заслуженный тренер СССР (1957). Судья всесоюзной категории (1950; 1970). Почётный судья всесоюзной категории (1979).

## Биография
Родился 1 мая 1909 года в Москве.
Спортивную деятельность начал в ярославском цирке. В 1928 году комсомолец Тарасов добровольно пошёл на флот, служил на легендарном крейсере «Аврора».
Окончил высшую школу тренеров ГИФК им. П. Ф. Лесгафта.
Тренировался под руководством Ялмара Кокко. Выступал за «Динамо» (Ленинград) и ВМФ (Ленинград).
В 1938—1939 годах работал тренером ДСО «Спартак» (Ленинград), в 1939—1941 годах — тренер-преподаватель учебного отряда подводного плавания имени С. М. Кирова.
Участник Великой Отечественной войны. Награждён орденами Отечественной войны II степени (6.05.1987), «Знак почёта», медалями «За боевые заслуги» (30.04.1945), «За победу над Германией в Великой Отечественной войне 1941—1945 гг.» (4.09.1945).
В 1950-60 годах — тренер сборной СССР по греко-римской борьбе. В 1954—1968 годах — старший тренер сборной Ленинграда, в 1956—1958 годах — тренер спортивной школы молодёжи.
Подготовил 73 мастера спорта, в том числе Николая Соловьёва, Александра Юркевича, Степана Ропаева, Георгия Вершинина.

## Награды
- Орден Отечественной войны II степени (06.05.1987)
- Орден «Знак Почёта»
- Медаль «За боевые заслуги» (30.04.1945)
- Медаль «За победу над Германией в Великой Отечественной войне 1941—1945 гг.» (04.09.1945)
- Медаль «За трудовую доблесть» (27.04.1957) — «за успехи, достигнутые в деле развития массового физкультурного движения в стране, повышения мастерства советских спортсменов, и успешное выступление на международных соревнованиях»